# Denis Thwaites
Denis Thwaites (Stockton-on-Tees, 14 december 1944 – Sousse, 26 juni 2015) was een Engels voetballer. 
Thwaites debuteerde in 1961, op 16-jarige leeftijd, bij het eerste elftal van Birmingham City FC. De talentvolle tiener kreeg het jaar nadien een professioneel contract aangeboden bij deze club. In 1963 won hij met Birmingham, hoewel niet opgesteld, de eerste grote prijs uit hun geschiedenis, de League Cup. Op tien seizoenen tijd zou hij slechts 87 wedstrijden spelen voor Birmingham, dit vanwege ernstige zenuwaanvallen wanneer hij voor grote menigtes moest spelen. Hij beëindigde zijn voetbalcarrière hierdoor reeds op 27-jarige leeftijd en werd portier aan een ziekenhuis te Blackpool.
Op 26 juni 2015 kwamen Thwaites en zijn vrouw om het leven bij de aanslag in Sousse.